# ورزشگاه ساندردام
ورزشگاه ساندردام یک استادیوم فوتبال است که در موانگ تونگ تانی، نونتابوری، تایلند واقع شده است. این محل خانه تیم موانگتونگ یونایتد لیگ ۱ تایلند است. این ورزشگاه، اولین استادیوم فوتبال فعال در تایلند بود.